# (321024) Gijon
(321024) Gijon est un astéroïde de la ceinture principale.

## Description
(321024) Gijon est un astéroïde de la ceinture principale. Il fut découvert le 28 juin 2008 à La Cañada par Juan Lacruz. Il présente une orbite caractérisée par un demi-grand axe de 2,76 UA, une excentricité de 0,21 et une inclinaison de 7,1° par rapport à l'écliptique.

## Compléments